# 洹水县
洹水县，中国古县名。
北周建德六年（577年）析临漳县置，治所在今河北省魏县西南旧魏县。属魏郡。因境有洹水，故名。唐朝时，隶属相州，天祐三年（906年）属魏州，《资治通鉴》：五代后梁贞明元年（915年），刘鄩闻晋军至，选兵万余人，自洹水趣魏县，即此。北宋熙宁六年（1078年）省为镇。 